# Component electrònic

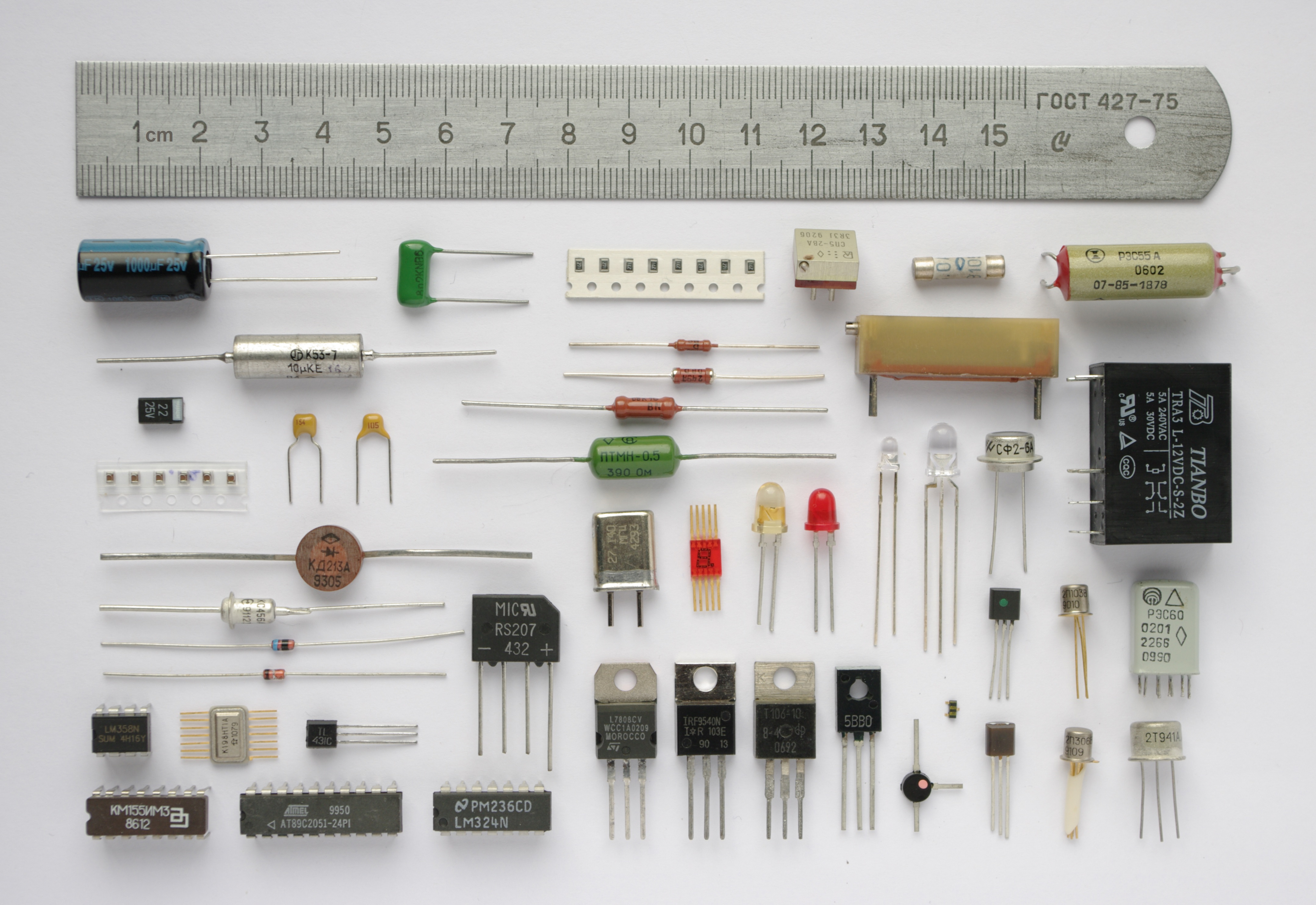
Diferents tipus de components electrònics

Un component electrònic és un dispositiu destinat a ésser connectat amb altres i que poden realitzar unes o diverses funcions electròniques.
En general estan combinats en circuits destinats a controlar i aprofitar els senyals elèctrics.
Es diferencien del component que només és elèctric, com podria ser el cas d'una bombeta, en què aquesta només aprofiten el flux del corrent elèctric.
Els components en electrònica són de tipus molt diversos i a més un esquema electrònic previ defineix el seu muntatge.
La física dels components és la branca científica que s'ocupa de la concepció i estudi dels components electrònics i està connectada amb ciències fonamentals com la física de l'estat sòlid i la química.

## Classificació dels components electrònics
Els components es poden classificar com a passius/actius o electromecànics. La definició estricta de la física tracta els components passius com aquells que no poden subministrar energia per si mateixos, mentre que una bateria (electricitat) seria vista com un component actiu, ja que realment actua com una font d'energia.
No obstant això, els enginyers electrònics que duen a terme anàlisi de circuits utilitzen una definició més restrictiva de passivitat. Quan només es tracta de l'energia de senyal, és convenient ignorar l'anomenat circuit CC i pretendre que els components de subministrament d'energia com a transistors o circuits integrats és absent (com si cada component tingués la seva pròpia bateria incorporada), encara que en realitat pot ser alimentat pel circuit de CC. Aleshores, l'anàlisi només es refereix al circuit de CA, una abstracció que ignora els voltatges i corrents de CC (i la potència associada amb ells) presents al circuit de la vida real. Aquesta ficció, per exemple, ens permet veure un oscil·lador com a "productor d'energia" encara que en realitat l'oscil·lador consumeix encara més energia d'una font d'alimentació de CC, que s'opta per ignorar.
D'acord amb el criteri que es triï podem obtenir diferents classificacions. Tot seguit es detallen les comunament més acceptades.
1. Segons la seva estructura física
- Discrets: són aquells que estan encapsulats un a un, com és el cas dels resistors, condensadors, díodes, transistors, etc.
- Integrats: formen conjunts més complexos, per exemple, un amplificador operacional o una porta lògica, que poden contenir des d'uns quants components discrets fins a milions d'ells. Són els anomenats circuits integrats.

2. Segons el material base de fabricació.
- Semiconductors (vegeu llistat).
- No semiconductors.

3. Segons el funcionament.
- Actius: proporcionen excitació elèctrica, guany o control (vegeu llistat), i generalment poden injectar energia en un circuit, encara que això no és part de la definició. Són dispositius d'estat sòlid, habitualment fets amb semiconductors: transistors, díodes, circuits integrats
- Passius: són els encarregats de la connexió entre els diferents components actius, assegurant la transmissió dels senyals elèctrics o modificant el seu nivell (vegeu llistat). Aquests agrupen les resistències, els condensadors, els inductors i els seus muntatges.

- Híbrids o complexos: són mòduls amb components actius i passius.

- Híbrids o complexos: són mòduls amb components actius i passius.

4. Segons el tipus d'energia.
- Electromagnètics: aquells que aprofiten les propietats electromagnètiques dels materials (fonamentalment transformadors i inductors).
- Electroacústics: transformen l'energia acústica en elèctrica i viceversa (micròfons, altaveus, botzines, auriculars, etc.).
- Optoelectrònics: transformen l'energia lumínica en elèctrica i viceversa (LED, cèl·lules fotoelèctriques, etc.).

La majoria dels components passius amb més de dos terminals es poden descriure en termes de paràmetres de dos ports que satisfan el principi de reciprocitat, encara que hi ha rares excepcions. Per contra, els components actius (amb més de dos terminals) generalment no tenen aquesta propietat.

## Components actius
Els components actius es caracteritzen per requerir una font d'alimentació externa per al seu funcionament i per tenir la capacitat d'amplificar els senyals elèctrics, el que permet modificar el comportament dels circuits. Avui dia gairebé tots són dispositius d'estat sòlid fabricats amb semiconductors, per a aplicacions concretes encara s'utilitzen altres tipus, com les vàlvules electròniques.

### Semiconductors

#### Transistors

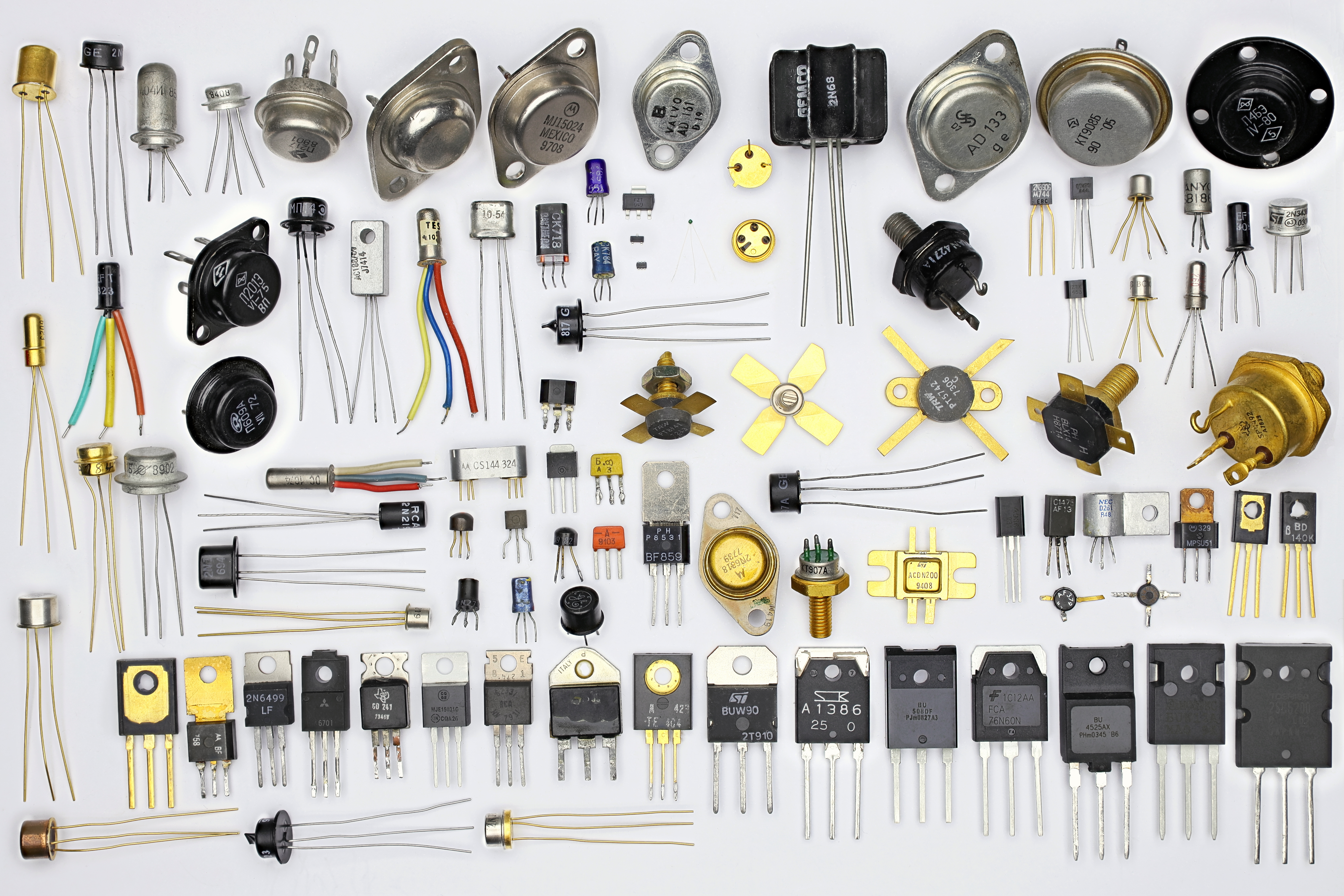
Diferents tipus de transistors

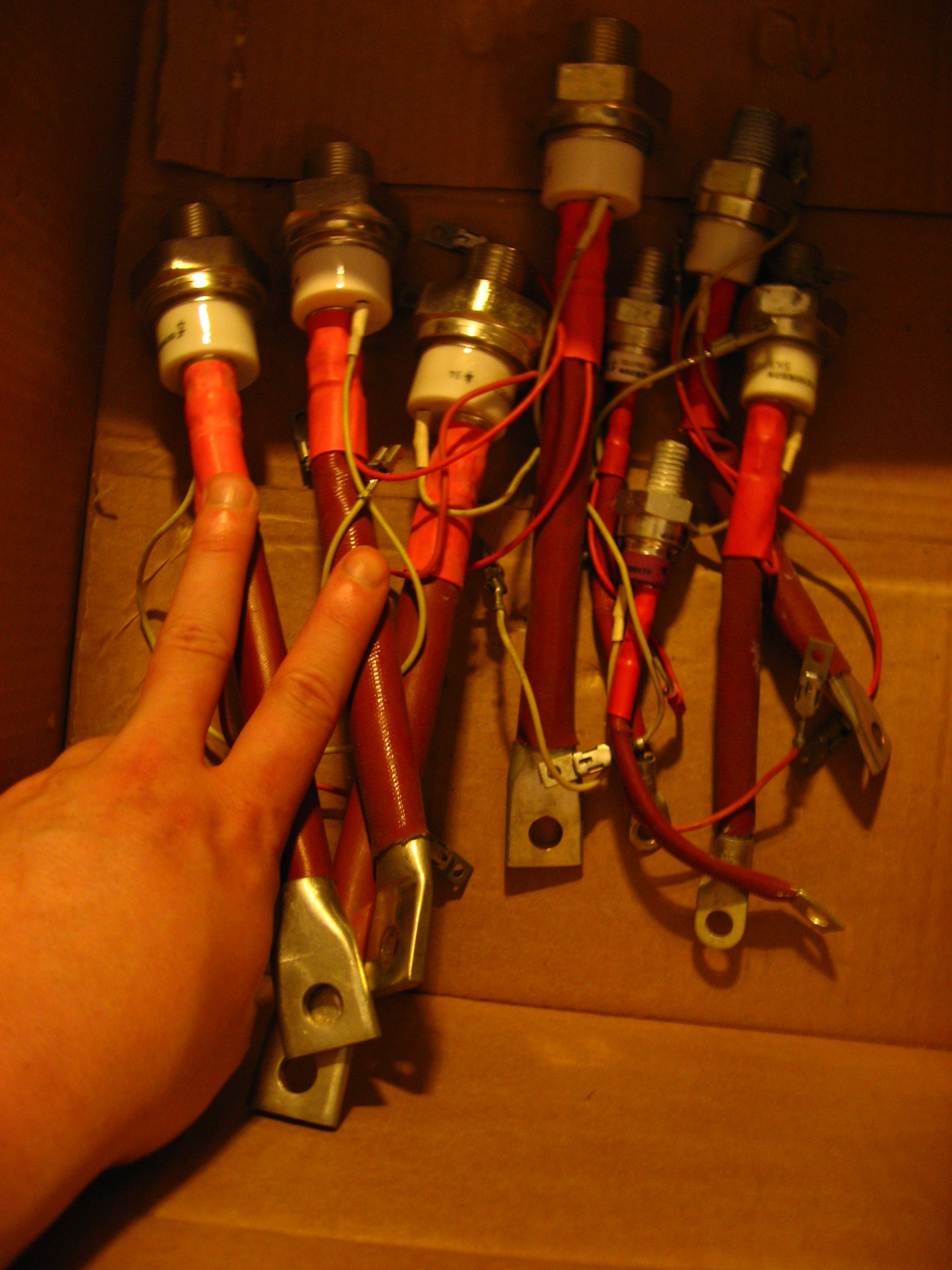
Tiristors

Un transistor és un component electrònic semiconductor que s'utilitza com a amplificador o com a commutador, té tres terminals que s'anomenen col·lector, base i emissor.
- Transistors d'efecte camp (o FET, de Field-Effect Transistor)
  - MOSFET (metal-oxide-semiconductor FET)
  - FeFET (Ferroelectric Field-Effect Transistor)
  - CNTFET (Carbon Nanotube Field-Effect Transistor)
  - JFET (Junction Field-Effect Transistor)
  - MESFET (Metal–Semiconductor Field-Effect Transistor)

- Transistors de compòsit
  - BiCMOS (Bipolar-CMOS)
  - Transistor bipolar de porta aïllada o IGBT, d'Insulated Gate Bipolar Transistor

- Altres transistors
  - Transistor bipolar o BJT, de Bipolar Junction Transistor
    - Fotodíode, un tipus de fotodetector

  - Transistor Darlington, combinació de dos transistors bipolars, ambdós del mateix tipus (PNP o NPN)
  - Parell de Sziklai, combinació de dos transistors bipolars, un de tipus PNP i l’altre de tipus NPN

- Tiristors
  - Rectificador controlat de silici, RCS o SCR, Silicon Controlled Rectifier
  - Triac, de Triode for Alternating Current, un commutador bidireccional.
  - Transistor unijunció o UJT d'UniJuntion Transistor
  - Tiristor d’inducció estàtica o SIT (SITh), de Static Induction Thyristor

#### Díodes

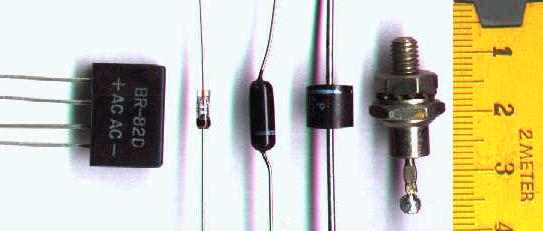
Alguns tipus de díodes

Els díodes són uns components electrònics que es caracteritzen per deixar circular el corrent elèctric en un únic sentit, tot blocant-lo en el sentit contrari.
- Pont rectificador, un rectificador format per quatre díodes.
- Díode Schottky, un díode amb una caiguda de tensió en conducció directa molt baixa i una resposta molt ràpida.
- Díode Zener, permet la circulació del corrent en sentit contrari a partir d’un llindar de tensió.
- Díode supressor de voltatge transitori
- Varactor, díode varicap o VVC, de Voltage-Variable Capacitance. Té la propietat de variar la capacitància amb el voltatge.
- Díode làser, emet llum làser.
- Díode emissor de llum o LED, de Light-Emitting Diode
- Diac de Diode for Alternating Current (díode per a corrent altern) condueix el corrent elèctric quan se supera una tensió característica del dispositiu
- Díode de corrent constant
- Díode túnel

#### Circuits integrats

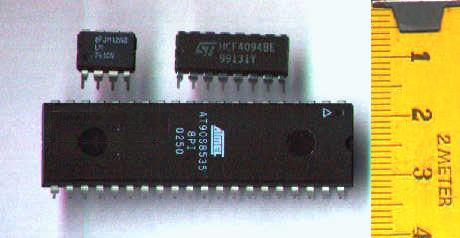
Alguns exemples de circuits integrats

- Circuit integrat, pastilla o xip on es troben tots els components electrònics necessaris per realitzar una funció, hi són gravats utilitzant la fotolitografia.
- Portes lògiques empaquetades en circuits integrats.
- Microcontrolador, petit ordinador en un sol circuit integrat a molt gran escala especialitzat a controlar equips electrònics

#### Dispositius programables
- Dispositiu lògic programable, circuit integrat lògic que pot ser programat després de la seva fabricació. En són exemples el dispositiu lògic programable complex i la matriu de portes programable in situ.

#### Dispositius optoelectrònics
Els components optoelectrònics emeten llum o interaccionen amb ella.
- Optoacoblador, s'utilitza per aïllar els circuits.
- Pantalla LED
- Visualitzador de set segments
- Visualitzador de matriu

### Tubs electrònics

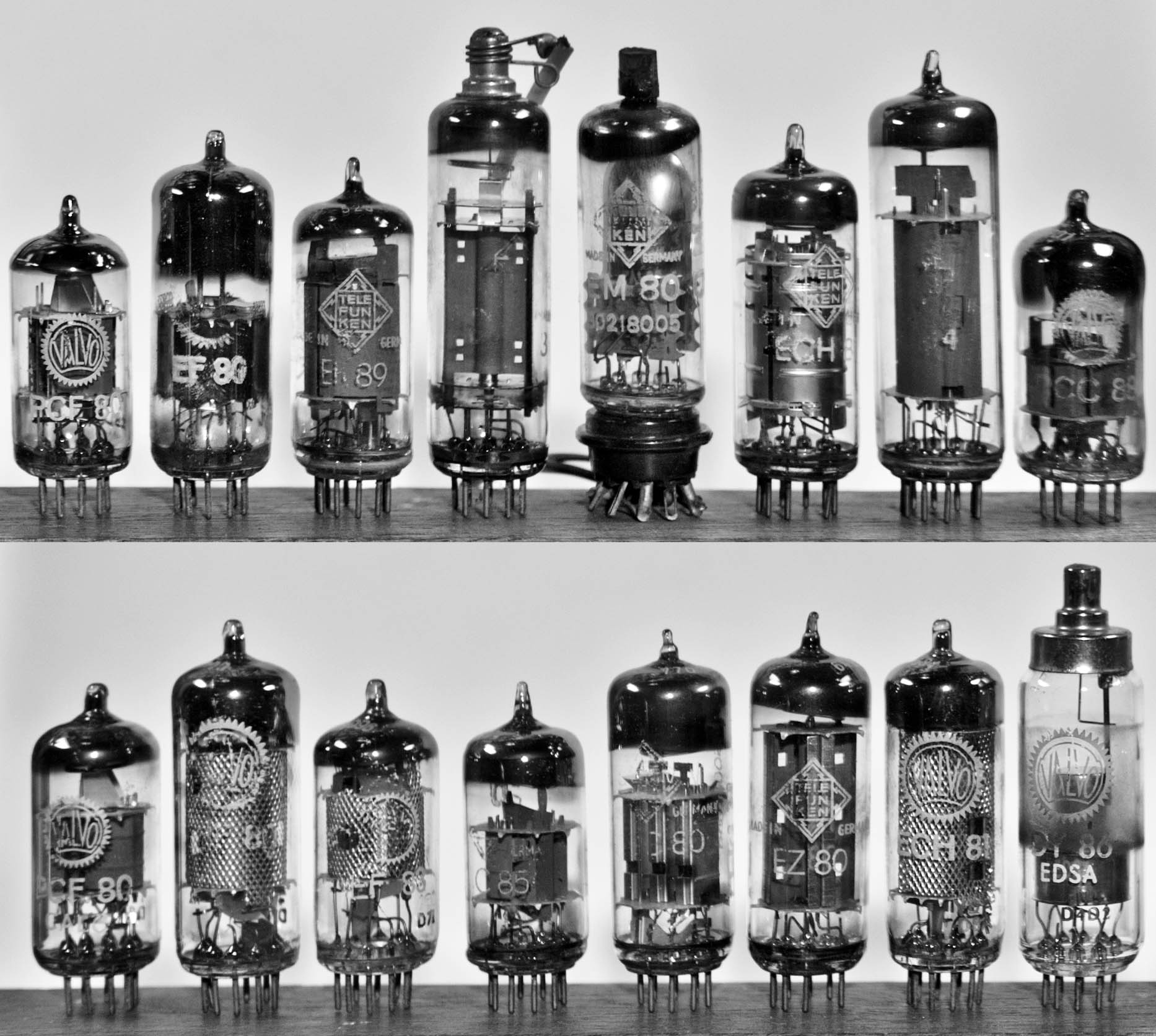
Tubs electrònics dels anys 50

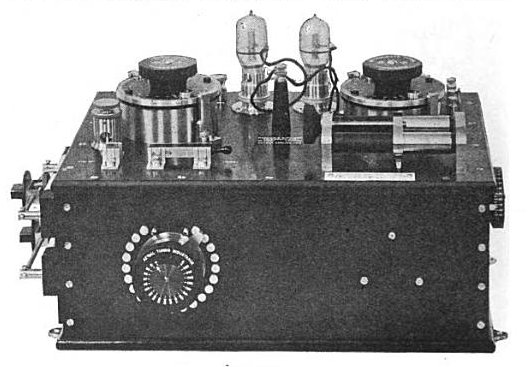
Receptor de radiotelegrafia del 1914 fabricat amb dos díodes de buit de Fleming (1904).

Són tubs de vidre o metàl·lics on s'ha fet el buit o s'han omplert d'un gas, contenen dos on més elèctrodes entre els que circulen els electrons. Les vàlvules electròniques van ser els primers dispositius electrònics actius, el primer va ser patentat l'any 1904 per John Ambrose Fleming (1848 - 1945).
- Rectificadors
  - Díode de buit
- Amplificadors 
  - Tríode
  - Tètrode
  - Pèntode
  - Tub d'ones progressives
  - Klystron
- Oscil·ladors
  - Magnetró
  - Carcinotró
- Fotodetectors
  - Fototub
  - Tub fotomultiplicador
- Fotoemissors
  - Tub de raigs catòdics
  - Visualitzador fluorescent de buit
  - Ull màgic
  - Tub de raigs X

## Components passius
Els components passiu són aquells que no tenen capacitat de controlar el corrent elèctric amplificant-lo, dissipen energia o l'emmagatzemen i l'alliberen.

### Resistències

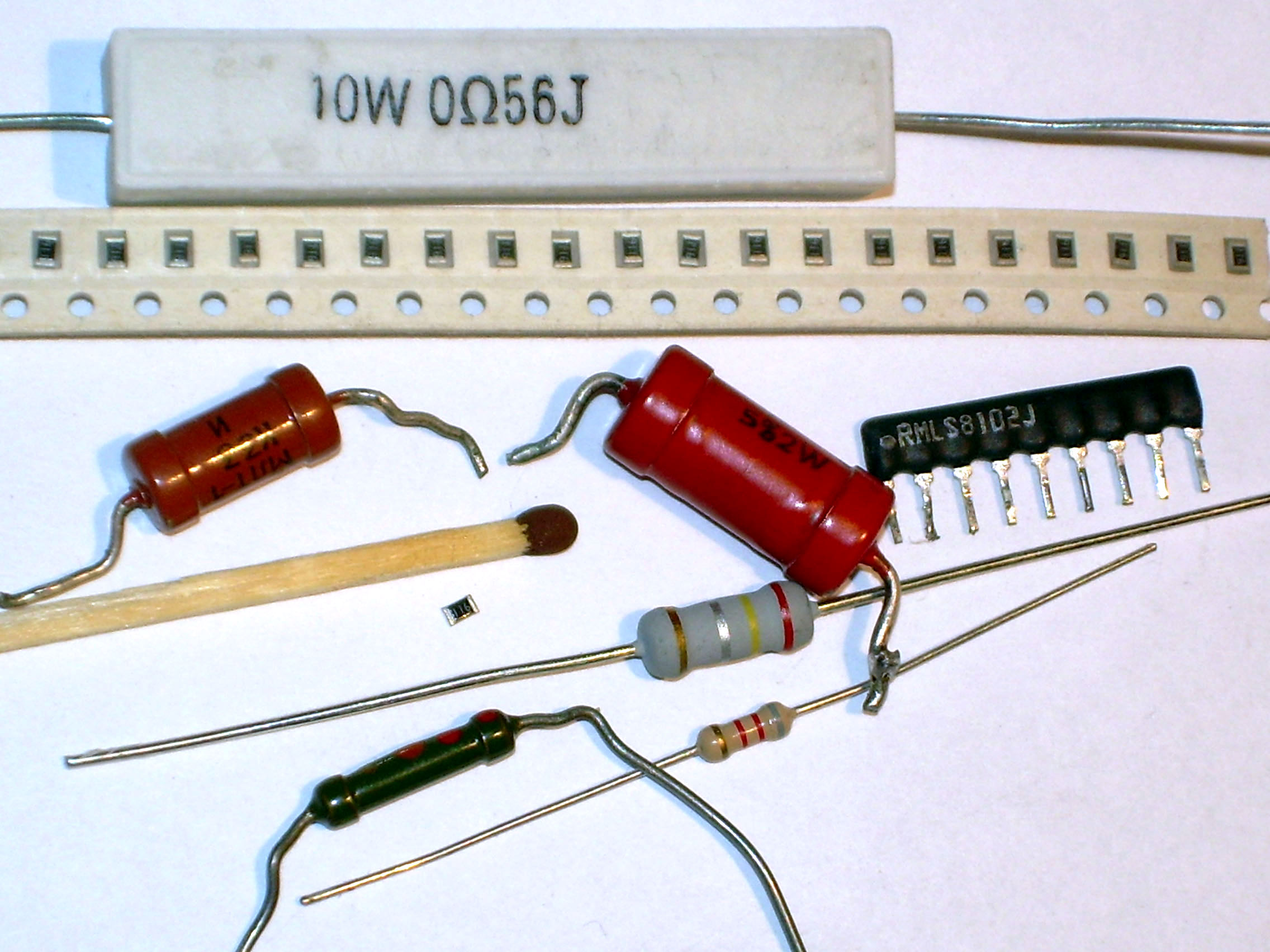
Diferents resistències

Les resistències són components simples que ofereixen una resistència coneguda, predeterminada i estable al pas del corrent elèctric.
- Resistències amb un valor fix, és el component més comú, presents a la majoria de circuits. Es poden presentar agrupades, per exemple en encapsulats de tipus dual in-line package.
- Resistències variables
  - Potenciòmetre
  - Termistor, la resistència varia amb la temperatura.
  - Humistor, la resistència varia amb la humitat.
  - Fotoresistència, la resistència varia amb la llum incident.

### Condensadors

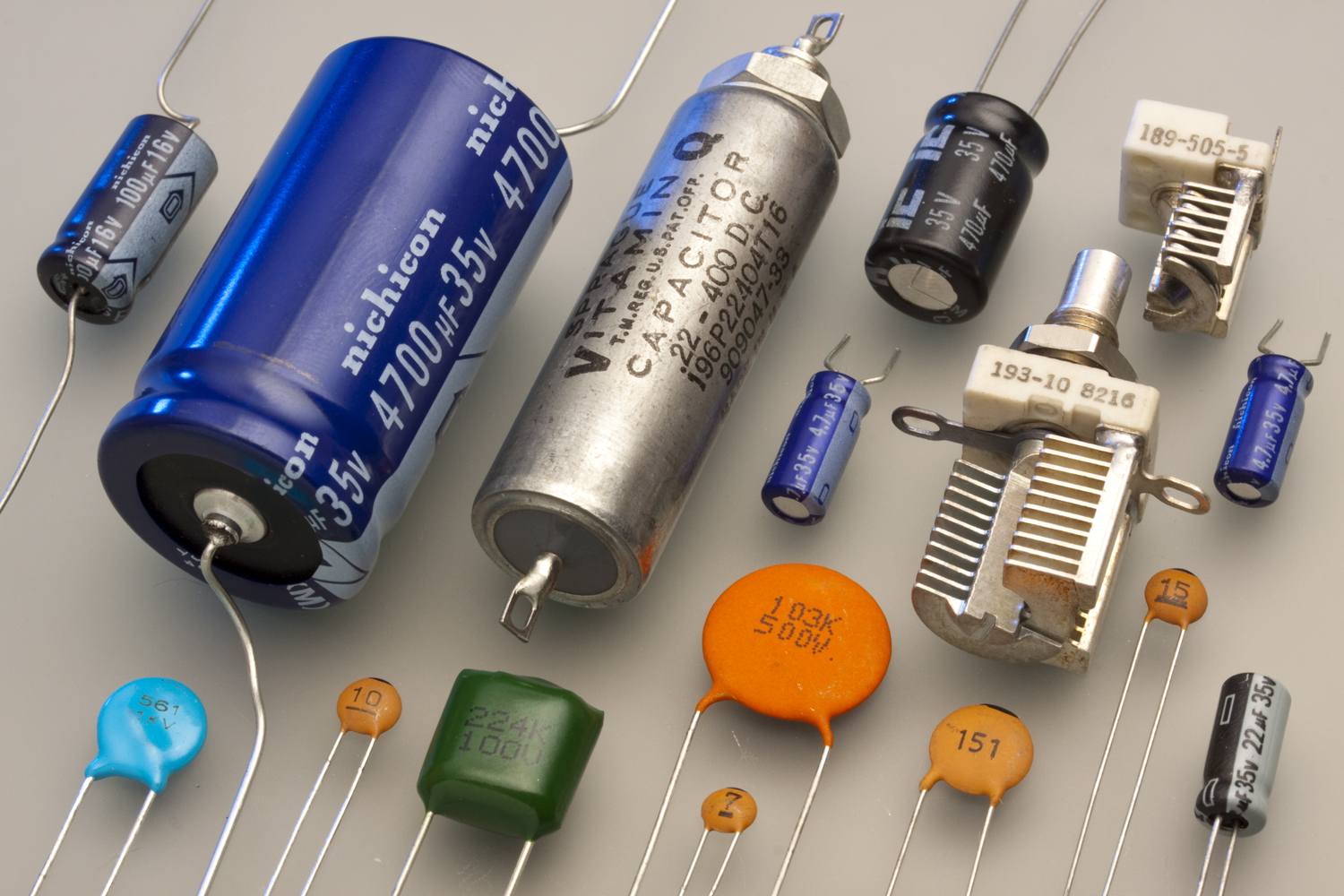
Condensadors

Els condensadors són uns components amb dos elèctrodes que emmagatzemen energia en un camp elèctric. Com en el cas de les resistències, són presents a gairebé tots els circuits. És molt habitual utilitzar-los per a filtrar senyals i com a bateries temporals.
- Condensadors amb un valor fix de capacitància, hi ha de molts tipus en funció del dielèctric utilitzat
  - D'aire
  - Ceràmics
  - Vidre
  - Paper
  - Poliestirè
  - Electrolítics
    - D'alumini
    - De tàntal

  - Electroquímics
  - De mica
- Condensadors variables

### Inductors

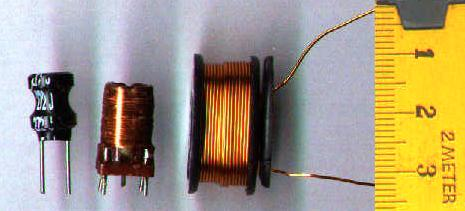
Petits inductors

Els inductors són un components que emmagatzemen energia en forma de camp magnètic, que es crea pel pas del corrent elèctric a causa de la inducció electromagnètica.
- Inductors d'inductància fixa
  - Bobina de xoc
- Inductors variables
- Amplificador magnètic

## Convencions utilitzades en estudiar components electrònics

### Definicions de voltatge i corrent en el context d'un dipol
Considerant un dipol {\displaystyle D} on {\displaystyle A} i {\displaystyle B} les extremitats:
- la tensió {\displaystyle v} es pot definir com la diferència de potencial {\displaystyle V(B)-V(A)} o com la diferència de potencials {\displaystyle V(A)-V(B)} ;
- la intensitat {\displaystyle i} del corrent que passa a través d'ell es pot veure com el del corrent circulant de {\displaystyle A} cap a {\displaystyle B} del corrent que hi passa a través es pot veure com el del corrent circulant de {\displaystyle B} cap a {\displaystyle A}.

Per tant, cal definir amb rigor aquestes dues quantitats.
Per fer això, es fan servir fletxes:
- amb voltatge, {\displaystyle v} es calcula restant el potencial a la base de la fletxa (assenyalada paral·lela al dipol) del potencial a la part superior;
- en el context de la intensitat, la fletxa (assenyalada al cable considerat) indica la direcció del flux del corrent quan {\displaystyle i} és positiu.

Atenció: aquesta notació sobre la intensitat no dona cap informació sobre la direcció del flux del corrent en si mateixa: aquesta informació resulta del signe de {\displaystyle i}.

### Convencions de generador i receptor per a un dipol
Es defineixen per estudiar un dipol:
- la convenció del generador, en què les fletxes que defineixen el corrent {\displaystyle i} i la tensió {\displaystyle u} estan en la mateixa direcció;
- la convenció del receptor, en què les fletxes que defineixen el corrent {\displaystyle i} i la tensió {\displaystyle u} estan en direccions oposades.

En traçar la característica d'un dipol:
- per a un dipol actiu, s'adopta la convenció del generador;
- per a un dipol passiu, s'adopta la convenció del receptor.

Cal tenir en compte en particular que atès que aquestes convencions influeixen en els signes relatius de {\displaystyle i} i {\displaystyle u}, diferents fórmules en depenen.
Per exemple, considerant un conductor òhmic de resistència {\displaystyle R}, la llei d'Ohm generalment s'escriu a la convenció del receptor:
{\displaystyle u=Ri}
Però a la convenció del generador, es converteix en:
{\displaystyle u=-Ri}